# Kanton Castelsarrasin-2
Kanton Castelsarrasin-2 (francouzsky Canton de Castelsarrasin-2) je francouzský kanton v departementu Tarn-et-Garonne v regionu Midi-Pyrénées. Tvoří ho šest obcí.

## Obce kantonu
- Albefeuille-Lagarde
- Barry-d'Islemade
- Castelsarrasin (část)
- Labastide-du-Temple
- Les Barthes
- Meauzac